# Dörnhagen

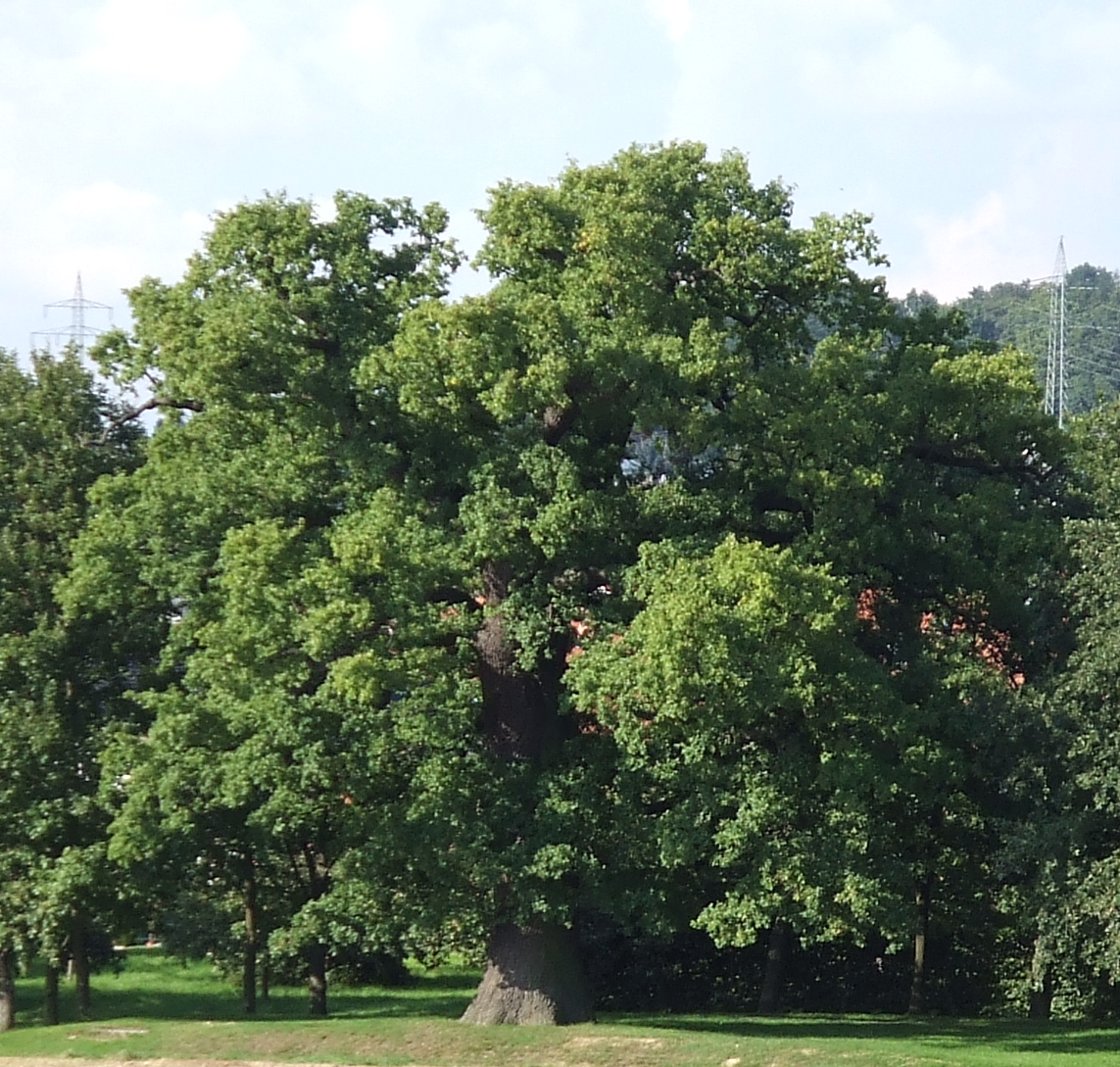
Naturdenkmal „Dicke Eiche“ am südlichen Ortsrand von Dörnhagen

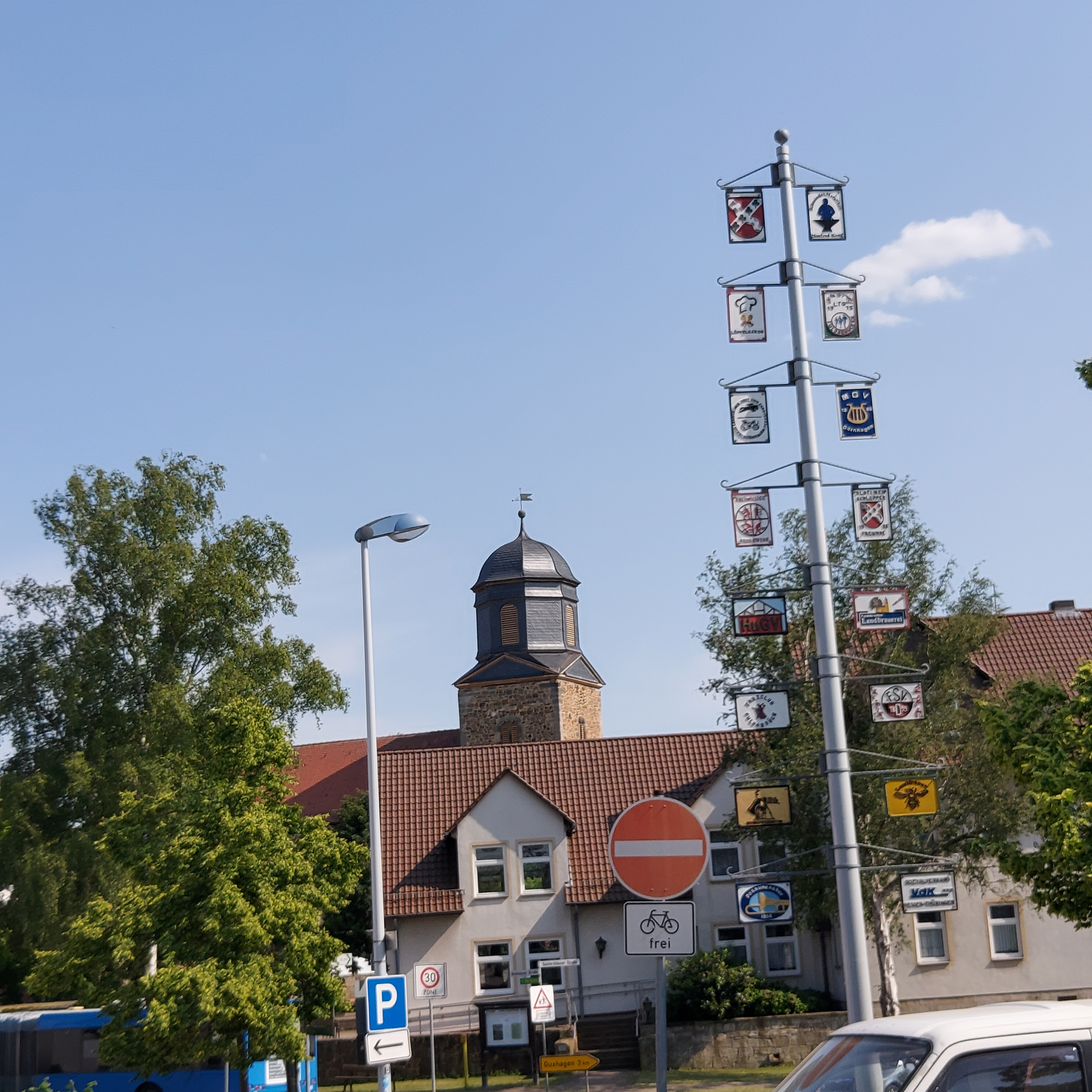
Dörnhagen mit Maibaum 2023

Dörnhagen ist ein Ortsteil von Fuldabrück im nordhessischen Landkreis Kassel und Sitz der Gemeindeverwaltung.

## Geographische Lage
Dörnhagen liegt auf dem Westhang der Söhre, auf der sich Teile des Geo-Naturparks Frau-Holle-Land (Werratal-Meißner-Kaufunger-Wald) erstrecken. Nachbarortschaften sind Bergshausen im Norden, Wellerode im Ostnordosten, Wattenbach im Ostsüdosten, Wollrode im Südosten, Guxhagen im Südwesten, Guntershausen jenseits der nahen Fulda im Westnordwesten und Dennhausen/Dittershausen im Nordnordwesten. Im Süden der Gemarkung liegt die Wüstung Hagen. Durch die Ortschaft fließt der östliche Fulda-Zufluss Stritzgraben.

## Geschichte
Als Gründer des Ortes gilt der hessische Gaugraf Werner III. Der Ortsname wird entweder von deru (Eiche) oder duri (dürr) abgeleitet. Eine andere Deutung ist die Ableitung von Ödhagen. Erstmals erwähnt wird der Ort im Jahre 1253. Aus dem Mittelalter stammt die denkmalgeschützte Evangelische Kirche Dörnhagen. In der Zeit des Königreichs Westphalen (1807–1813) gehörte Dörnhagen zum Kanton Waldau.
Am 1. August 1972 wurden im Rahmen der Gebietsreform in Hessen kraft Landesgesetz die Gemeinden Bergshausen und Dörnhagen der Gemeinde Fuldabrück angegliedert und bildeten dadurch die neue Großgemeinde „Fuldabrück“.

## Verkehr und Wandern
Nordwestlich vorbei an Dörnhagen verläuft die Bundesautobahn 7 (mit naher Autobahnanschlussstelle Guxhagen), die ein paar Kilometer weiter nordnordöstlich am Autobahndreieck Kassel-Süd auf die Bundesautobahn 44 trifft. Durch das Dorf führen die Landesstraße 3460 (früher Bundesstraße 83; Bergshausen–Dörnhagen–Albshausen), der Kassel-Steig und der Märchenlandweg. Einiges westlich vorbei an der Ortschaft verläuft der Dörnhagentunnel der darin die A 7 unterquerenden Schnellfahrstrecke Hannover–Würzburg.